# Татаринов Леонід Петрович
Татаринов Леонід Петрович (рос. Татаринов Леонид Петрович, нар.12 листопада 1926, Тула — пом.24 серпня 2011, Москва) — радянський і російський палеонтолог. Доктор біологічних наук, академік, радник Російської академії наук. Вивчав порівняльну анатомію хребетних, філогенію чотириногих, загальні проблеми еволюції.

## Життєпис
Після школи хотів вчити біологію, але 1943 року, у зв’язку з Німецько-радянською війною, у віці 17 років взятий в армію. Звільнений наступного року через серйозну інфекцію, і таки вступає на Біологічний факультет МДУ. Серед людей, які тоді найбільше вплинули на його розвиток, Татартинов називає О. Ф. Котса (засновник московського Дарвінського музею), І. І. Шмальгаузена (завідувач кафедри дарвінізму) і Раїсу Львівну Берг (старший науковий співробітник). Під наставництвом Раїси Берг Татаринов вивчав популяційну генетику, але потім зацікавився еволюцією, і перевівся на кафедру зоології хребетних. Серед хребетних найбільше цікавився птахами, можливо, під впливом птахознавця Г. П. Дементьєва. Поступово перемкнувся на морфологічну еволюцію безхвостих, яких він вивчав під керівництвом О. М. Дружиніна, а пізніше Б. С. Матвєєва. Його зацікавлення мінялися навіть після закінчення університету в 1949. Він залишився на кафедрі зоології хребетних і деякий час вивчав птахів з колекції Зоологічного музею МДУ під керівництвом Є. П. Спангенберга.
Закінчив Біолого-ґрунтознавчий факультет МДУ (1949). Академік РАН. У ПІН РАН працював протягом 1954-1973 і з 1975: завідувач лабораторією (1959-1972, 1975-1992), директор (1975-1992), радник РАН (від 1992). Член Вченої ради ПІН. Член Дисертаційної ради при ПІН. Голова Проблемради (Проблемсовет) (1976-2000), голова комісій щодо нижчих чотириногих (із 1969) і щодо еволюційних питань палеонтології (з 1979), головний редактор «Палеонтологічного журналу» (1976-2001). Член Бюро Відділу загальної біології АН СРСР (РАН) і замісник академіка-секретаря (1975-1996). Науковий керівник Спільної Радянсько (Російсько)—Монгольської палеонтологічної експедиції (1975–1996). Член редколегій журналів «Общей биологии», «Палеонтологического», «Russian Journal of Herpetology». Іноземний член Лондонського Ліннеївського товариства (з 1986).

## Праці
1953 — дисертація кандидата біологічних наук «О роли условий жизни в филогенезе земноводных». 1969 — дисертація доктора біологічних наук «Проблемы эволюции териодонтов». Більше 250 публікацій, у тому числі 6 монографій: «Териодонты СССР» (1974, Тр. ПИН, Т. 143). «Морфологическая эволюция териодонтов и общие вопросы филогенетики» (1976, М.: Наука). «Палеонтология и эволюционное учение» (1985, М.: Знание, сер. «Биология», № 9). «Очерки по теории эволюции» (1987, М.: Наука). «Очерки по эволюции рептилий» (2006, М.: ГЕОС). «Очерки по эволюции рептилий. Архозавры и зверообразные» (2009, М.: ГЕОС).

## Нагороди
- Державна премія СРСР (1978)
- Премія ім. Ханса Раусинга (2007, 2008)
- Премії Міжнародної академічної видавничої компанії "Наука/Интерпериодика" (2000, 2001)
- Премія ім. О. М. Северцова (2002).